# Campeonato mundial B de hockey patines masculino de 1990
El IV Campeonato mundial B de hockey sobre patines masculino se celebró en la entonces colonia portuguesa de Macao en 1990, con la participación de veintidós Selecciones nacionales masculinas de hockey patines: las tres últimas clasificadas en el Campeonato mundial A de hockey patines masculino de 1989 más otras diecinueve por libre inscripción.
Los tres primeros clasificados ascendieron al Campeonato mundial A de hockey patines masculino de 1991 y con ello accedieron también a participar en los Juegos Olímpicos de 1992.

## Equipos participantes
De las veintidós selecciones nacionales participantes del torneo, cinco son de Europa, seis de América, ocho de Asia, una de África y dos de Oceanía. Se inscribieron todas las selecciones que no habían conseguido el ascenso en el anterior Mundial B, excepto la de Ecuador; se reincorporaron las de Nueva Zelanda, Mozambique, Francia e India; e hicieron su debut las de Andorra, China, Cuba, Austria, Corea del Sur, Pakistán, y Hong Kong. De este modo se produjo un récord absoluto de participantes (treinta y dos sumando ambos niveles del campeonato mundial), así como un récord de selecciones asiáticas disputando simultáneamente una misma competición.
| Andorra       |
| Australia     |
| Austria       |
| Brasil        |
| Canadá        |
| China         |
| Colombia      |
| Corea del Sur |
| Cuba          |
| Francia       |
| Hong Kong     |
| India         |
| Inglaterra    |
| Japón         |
| Macao         |
| México        |
| Mozambique    |
| Nueva Zelanda |
| Pakistán      |
| Suiza         |
| Taiwán        |
| Venezuela     |

## Fase de grupos

### Grupo A
| Equipo     | Pts | PJ | PG | PE | PP | GF | GC | DG  |
| ---------- | --- | -- | -- | -- | -- | -- | -- | --- |
| Brasil     | 13  | 7  | 6  | 1  | 0  | 50 | 12 | +38 |
| Suiza      | 12  | 7  | 6  | 0  | 1  | 47 | 25 | +22 |
| Inglaterra | 9   | 7  | 4  | 1  | 2  | 23 | 19 | +4  |
| Australia  | 8   | 7  | 4  | 0  | 3  | 42 | 38 | +4  |
| Mozambique | 5   | 7  | 2  | 1  | 4  | 27 | 26 | +1  |
| Colombia   | 5   | 7  | 1  | 3  | 3  | 21 | 33 | -12 |
| Francia    | 4   | 7  | 1  | 2  | 4  | 27 | 32 | -5  |
| México     | 0   | 7  | 0  | 0  | 7  | 20 | 72 | -52 |

|            | Bandera de México | Bandera de Francia | Bandera de Colombia | Bandera de Mozambique | Bandera de Australia | Bandera de Inglaterra | Bandera de Suiza | Bandera de Brasil |
| ---------- | ----------------- | ------------------ | ------------------- | --------------------- | -------------------- | --------------------- | ---------------- | ----------------- |
| México     |                   |                    |                     |                       |                      |                       |                  |                   |
| Francia    | 12-3              |                    |                     |                       |                      |                       |                  |                   |
| Colombia   | 5-2               | 3-3                |                     |                       |                      |                       |                  |                   |
| Mozambique | 6-2               | 6-1                | 2-2                 |                       |                      |                       |                  |                   |
| Australia  | 14-6              | 4-3                | 8-4                 | 7-6                   |                      |                       |                  |                   |
| Inglaterra | 6-2               | 1-1                | 6-2                 | 4-3                   | 4-0                  |                       |                  |                   |
| Suiza      | 15-2              | 8-7                | 10-3                | 7-3                   | 5-4                  | 2-1                   |                  |                   |
| Brasil     | 14-3              | 7-0                | 2-2                 | 3-1                   | 10-5                 | 9-1                   | 5-0              |                   |

### Grupo B
| Equipo    | Pts | PJ | PG | PE | PP | GF | GC  | DG   |
| --------- | --- | -- | -- | -- | -- | -- | --- | ---- |
| Macao     | 12  | 6  | 6  | 0  | 0  | 74 | 3   | +71  |
| China     | 10  | 6  | 5  | 0  | 1  | 55 | 30  | +25  |
| Japón     | 8   | 6  | 4  | 0  | 2  | 42 | 19  | +23  |
| Venezuela | 6   | 6  | 3  | 0  | 3  | 59 | 40  | +19  |
| Austria   | 3   | 6  | 1  | 1  | 4  | 30 | 35  | -5   |
| India     | 3   | 6  | 1  | 1  | 4  | 23 | 36  | -13  |
| Hong Kong | 0   | 6  | 0  | 0  | 6  | 4  | 124 | -120 |

|           | Bandera de Hong Kong | Bandera de la India | Bandera de Austria | Bandera de Venezuela | Bandera de Japón | Bandera de la República Popular China | Bandera de Portugal |
| --------- | -------------------- | ------------------- | ------------------ | -------------------- | ---------------- | ------------------------------------- | ------------------- |
| Hong Kong |                      |                     |                    |                      |                  |                                       |                     |
| India     | 9-0                  |                     |                    |                      |                  |                                       |                     |
| Austria   | 17-0                 | 3-3                 |                    |                      |                  |                                       |                     |
| Venezuela | 33-1                 | 8-4                 | 9-5                |                      |                  |                                       |                     |
| Japón     | 24-0                 | 4-2                 | 1-0                | 6-4                  |                  |                                       |                     |
| China     | 17-3                 | 10-5                | 8-5                | 13-5                 | 6-5              |                                       |                     |
| Macao     | 24-0                 | 11-0                | 14-0               | 11-0                 | 7-2              | 7-1                                   |                     |

### Grupo C
| Equipo        | Pts | PJ | PG | PE | PP | GF  | GC  | DG   |
| ------------- | --- | -- | -- | -- | -- | --- | --- | ---- |
| Nueva Zelanda | 12  | 6  | 6  | 0  | 0  | 89  | 12  | +77  |
| Andorra       | 10  | 6  | 5  | 0  | 1  | 127 | 21  | +106 |
| Canadá        | 8   | 6  | 4  | 0  | 2  | 74  | 31  | +43  |
| Cuba          | 6   | 6  | 3  | 0  | 3  | 44  | 33  | +11  |
| Corea del Sur | 3   | 6  | 1  | 1  | 4  | 39  | 86  | -47  |
| Taiwán        | 3   | 6  | 1  | 1  | 4  | 21  | 78  | -57  |
| Pakistán      | 0   | 6  | 0  | 0  | 6  | 15  | 140 | -125 |

|               | Bandera de Pakistán | Bandera de Taiwán | Bandera de Corea del Sur | Bandera de Cuba | Bandera de Canadá | Bandera de Andorra | Bandera de Nueva Zelanda |
| ------------- | ------------------- | ----------------- | ------------------------ | --------------- | ----------------- | ------------------ | ------------------------ |
| Pakistán      |                     |                   |                          |                 |                   |                    |                          |
| Taiwán        | 10-1                |                   |                          |                 |                   |                    |                          |
| Corea del Sur | 18-7                | 13-5              |                          |                 |                   |                    |                          |
| Cuba          | 8-0                 | 6-0               | 8-0                      |                 |                   |                    |                          |
| Canadá        | 30-2                | 18-5              | 14-4                     | 8-6             |                   |                    |                          |
| Andorra       | 45-2                | 19-0              | 29-4                     | 22-5            | 7-4               |                    |                          |
| Nueva Zelanda | 29-3                | 21-1              | 23-0                     | 3-1             | 10-1              | 6-5                |                          |

## Fase final

### Puestos del 1 al 8
|  | Cuartos de final | Cuartos de final |        |            | Semifinales  | Semifinales  |  |  | Final | Final |
|  |                  |                  |        |            |              |              |  |  |       |       |
|  |                  |                  |        |            |              |              |  |  |       |       |
|  |                  |                  |        |            |              |              |  |  |       |       |
|  | Brasil           | 3                |        |            |              |              |  |  |       |       |
|  | Brasil           | 3                |        |            |              |              |  |  |       |       |
|  | Andorra          | 1                |        |            |              |              |  |  |       |       |
|  | Andorra          | 1                | Brasil | 6          |              |              |  |  |       |       |
|  |                  |                  | Brasil | 6          |              |              |  |  |       |       |
|  |                  | Australia        | 2      |            |              |              |  |  |       |       |
|  | Australia        | Australia        | 2      | 7          |              |              |  |  |       |       |
|  | Australia        |                  |        | 7          |              |              |  |  |       |       |
|  | Macao            | 1                |        |            |              |              |  |  |       |       |
|  | Macao            | 1                | Brasil | 1          |              |              |  |  |       |       |
|  |                  |                  | Brasil | 1          |              |              |  |  |       |       |
|  |                  | Suiza            | 0      |            |              |              |  |  |       |       |
|  | Suiza            | Suiza            | 0      | 9          |              |              |  |  |       |       |
|  | Suiza            |                  |        | 9          |              |              |  |  |       |       |
|  | Nueva Zelanda    | 3                |        |            |              |              |  |  |       |       |
|  | Nueva Zelanda    | 3                | Suiza  | ¿3?        | Tercer lugar | Tercer lugar |  |  |       |       |
|  |                  |                  | Suiza  | ¿3?        |              |              |  |  |       |       |
|  |                  | Inglaterra       | ¿2?    |            |              |              |  |  |       |       |
|  | Inglaterra       | Inglaterra       | ¿2?    | 15         | Australia    | 4            |  |  |       |       |
|  | Inglaterra       |                  |        | 15         | Australia    | 4            |  |  |       |       |
|  | China            | 1                |        | Inglaterra | 1            |              |  |  |       |       |
|  | China            | 1                |        |            | 1            |              |  |  |       |       |
|  |                  |                  |        |            |              |              |  |  |       |       |
|  |                  |                  |        |            |              |              |  |  |       |       |

|  | Eliminatoria del 5º al 8º | Eliminatoria del 5º al 8º |   |         | 5º y 6º Puesto | 5º y 6º Puesto |  |
|  |                           |                           |   |         |                |                |  |
|  |                           |                           |   |         |                |                |  |
|  |                           |                           |   |         |                |                |  |
|  | Nueva Zelanda             | 9                         |   |         |                |                |  |
|  | Andorra                   | 4                         |   |         |                |                |  |
|  |                           |                           |   |         |                |                |  |
|  |                           |                           |   |         |                |                |  |
|  |                           |                           |   |         | Nueva Zelanda  | 5              |  |
|  |                           | Macao                     | 3 |         |                |                |  |
|  |                           |                           |   |         |                |                |  |
|  |                           |                           |   |         |                |                |  |
|  |                           |                           |   |         | 7º y 8º Puesto |                |  |
|  |                           |                           |   |         |                |                |  |
|  | Macao                     | 11                        |   | Andorra | 12             |                |  |
|  | China                     | 2                         |   |         | China          | 2              |  |

### Puestos del 9 al 16
|  | Eliminatoria del 9º al 16º | Eliminatoria del 9º al 16º |            |        | Eliminatoria del 9º al 12º | Eliminatoria del 9º al 12º |  |  | 9º Puesto | 9º Puesto |
|  |                            |                            |            |        |                            |                            |  |  |           |           |
|  |                            |                            |            |        |                            |                            |  |  |           |           |
|  |                            |                            |            |        |                            |                            |  |  |           |           |
|  | Mozambique                 | 8                          |            |        |                            |                            |  |  |           |           |
|  | Mozambique                 | 8                          |            |        |                            |                            |  |  |           |           |
|  | Cuba                       | 1                          |            |        |                            |                            |  |  |           |           |
|  | Cuba                       | 1                          | Mozambique | 13     |                            |                            |  |  |           |           |
|  |                            |                            | Mozambique | 13     |                            |                            |  |  |           |           |
|  |                            | México                     | 2          |        |                            |                            |  |  |           |           |
|  | México                     | México                     | 2          | 8      |                            |                            |  |  |           |           |
|  | México                     |                            |            | 8      |                            |                            |  |  |           |           |
|  | Japón                      | 4                          |            |        |                            |                            |  |  |           |           |
|  | Japón                      | 4                          | Mozambique | 1      |                            |                            |  |  |           |           |
|  |                            |                            | Mozambique | 1      |                            |                            |  |  |           |           |
|  |                            | Francia                    | 0          |        |                            |                            |  |  |           |           |
|  | Francia                    | Francia                    | 0          | 3      |                            |                            |  |  |           |           |
|  | Francia                    |                            |            | 3      |                            |                            |  |  |           |           |
|  | Canadá                     | 2                          |            |        |                            |                            |  |  |           |           |
|  | Canadá                     | 2                          | Francia    | 6      | 11º y 12º                  | 11º y 12º                  |  |  |           |           |
|  |                            |                            | Francia    | 6      | 11º y 12º                  | 11º y 12º                  |  |  |           |           |
|  |                            | Colombia                   | 1          |        |                            |                            |  |  |           |           |
|  | Colombia                   | Colombia                   | 1          | 11     | Colombia                   | 5                          |  |  |           |           |
|  | Colombia                   |                            |            | 11     | Colombia                   | 5                          |  |  |           |           |
|  | Venezuela                  | 1                          |            | México | 2                          |                            |  |  |           |           |
|  | Venezuela                  | 1                          |            |        | 2                          |                            |  |  |           |           |
|  |                            |                            |            |        |                            |                            |  |  |           |           |
|  |                            |                            |            |        |                            |                            |  |  |           |           |

|  | Eliminatoria del 13º al 16º | Eliminatoria del 13º al 16º |   |       | 13º y 14º Puesto | 13º y 14º Puesto |  |
|  |                             |                             |   |       |                  |                  |  |
|  |                             |                             |   |       |                  |                  |  |
|  |                             |                             |   |       |                  |                  |  |
|  | Canadá                      | 12                          |   |       |                  |                  |  |
|  | Venezuela                   | 9                           |   |       |                  |                  |  |
|  |                             |                             |   |       |                  |                  |  |
|  |                             |                             |   |       |                  |                  |  |
|  |                             |                             |   |       | Canadá           | 8                |  |
|  |                             | Cuba                        | 6 |       |                  |                  |  |
|  |                             |                             |   |       |                  |                  |  |
|  |                             |                             |   |       |                  |                  |  |
|  |                             |                             |   |       | 15º y 16º Puesto |                  |  |
|  |                             |                             |   |       |                  |                  |  |
|  | Cuba                        | 4                           |   | Japón | 4                |                  |  |
|  | Japón                       | 3                           |   |       | Venezuela        | 1                |  |

### Puestos 17º al 22º
| Equipo        | Pts | PJ | PG | PE | PP | GF | GC | DG  |
| ------------- | --- | -- | -- | -- | -- | -- | -- | --- |
| Austria       | 9   | 5  | 4  | 1  | 0  | 64 | 10 | +54 |
| India         | 7   | 5  | 3  | 1  | 1  | 48 | 19 | +29 |
| Corea del Sur | 6   | 5  | 3  | 0  | 2  | 54 | 28 | +26 |
| Taiwán        | 6   | 5  | 3  | 0  | 2  | 32 | 28 | +4  |
| Pakistán      | 2   | 5  | 1  | 0  | 4  | 20 | 72 | -52 |
| Hong Kong     | 0   | 5  | 0  | 0  | 5  | 5  | 66 | -61 |

|               | Bandera de Hong Kong | Bandera de Pakistán | Bandera de Taiwán | Bandera de Corea del Sur | Bandera de la India | Bandera de Austria |
| ------------- | -------------------- | ------------------- | ----------------- | ------------------------ | ------------------- | ------------------ |
| Hong Kong     |                      |                     |                   |                          |                     |                    |
| Pakistán      | 5-3                  |                     |                   |                          |                     |                    |
| Taiwán        | 11-1                 | 10-1                |                   |                          |                     |                    |
| Corea del Sur | 22-0                 | 18-7                | 4-6               |                          |                     |                    |
| India         | 11-1                 | 19-3                | 10-4              | 5-8                      |                     |                    |
| Austria       | 17-0                 | 22-4                | 12-1              | 10-2                     | 3-3                 |                    |

## Clasificación final
| 1. Brasil         |
| 2. Suiza          |
| 3. Australia      |
| 4. Inglaterra     |
| 5. Nueva Zelanda  |
| 6. Macao          |
| 7. Andorra        |
| 8. China          |
| 9. Mozambique     |
| 10. Francia       |
| 11. Colombia      |
| 12. México        |
| 13. Canadá        |
| 14. Cuba          |
| 15. Japón         |
| 16. Venezuela     |
| 17. Austria       |
| 18. India         |
| 19. Corea del Sur |
| 20. Taiwán        |
| 21. Pakistán      |
| 22. Hong Kong     |